# Épisodes de Swamp Thing
 (mai 2019).
Si vous disposez d'ouvrages ou d'articles de référence ou si vous connaissez des sites web de qualité traitant du thème abordé ici, merci de compléter l'article en donnant les références utiles à sa vérifiabilité et en les liant à la section « Notes et références ».
Cet article présente les dix épisodes de la série télévisée américaine Swamp Thing.

## Synopsis
Virologue auprès du CDC, le docteur Abby Arcane revient d'une mission au Congo dans sa ville natale de Marais en Louisiane pour enquêter sur un mystérieux virus venant des marais et affectant la population locale. Le docteur Alec Holland est le premier à venir l'informer que l'écosystème des marais est en profonde mutation et qu'il affecte les plantes ainsi que les animaux provoquant des abominations ...

## Distribution

### Acteurs principaux
- Crystal Reed : Abby Arcane
- Derek Mears : Swamp Thing
- Maria Sten : Liz Tremayne
- Virginia Madsen : Maria Sunderland
- Will Patton : Avery Sunderland
- Andy Bean : Alec Holland
- Henderson Wade : Matt Cable
- Jeryl Prescott Sales : Madame Xanadu
- Jennifer Beals : Shériff Lucilia Cable

### Acteurs récurrents
- Kevin Durand : Docteur Jason Woodrue
- Leonardo Nam : Harlan Edwards
- Ian Ziering : Daniel Cassidy / Blue Devil
- Selena Anduze : Docteur Caroline Woodrue
- Elle Graham : Susie Coyle
- Given Sharp : Shawna Sunderland
- Macon Blair : Phantom Stranger

### Invités
- Michael Beach : Nathan Ellery
- Adrienne Barbeau : Docteur Palomar

## Liste des épisodes

### Épisode 1: Épidémie (Pilot)
- États-Unis : 31 mai 2019 sur DC Universe
- France : 1er juillet 2020 sur Prime Video

- Given Sharp (Shawna Sunderland)
- Gregory Alan Williams (Maire Riley)
- Tim Russ (Docteur Chowodury)
- Elle Graham (Susie Coyle)
- John Bishop (Eddie Coyle)
- Tom Proctor (Blaine)
- Leonardo Nam (Harlan Edwards)
- RJ Cyler (Jones)
- Charline St. Charles (Karen Matthews)
- Fran Tabor (Infirmière Reed)
- Melissa Collazo (Abby Arcane adolescente)

### Épisode 2: Des mondes différents (Worlds Apart)
- États-Unis : 7 juin 2019 sur DC Universe
- France : 1er juillet 2020 sur Prime Video

- Kevin Durand (Docteur Jason Woodrue)
- Leonardo Nam (Harlan Edwards)
- Given Sharp (Shawna Sunderland)
- Elle Graham (Susie Coyle)
- Micah Fitzgerald (Munson)
- Selena Anduze (Docteur Caroline Woodrue)
- Justin Miles (Robitelle)
- Ian Ziering (Daniel Cassidy / Blue Devil)
- Keith Arthur Bolden (Landreaux)
- Guy Whitlock (Conyer)
- Harrison Stone (Floyd)
- Dorothy Recasner Brown (Nadine)
- Kelly Walker (Margaux)

### Épisode 3: Il parle (He Speaks)
- États-Unis : 14 juin 2019 sur DC Universe
- France : 1er juillet 2020 sur Prime Video

- Kevin Durand (Docteur Jason Woodrue)
- Ian Ziering (Daniel Cassidy / Blue Devil)
- Given Sharp (Shawna Sunderland)
- Leonardo Nam (Harlan Edwards)
- Elle Graham (Susie Coyle)
- Micah Fitzgerald (Munson)
- Selena Anduze (Docteur Caroline Woodrue)
- Tim Russ (Docteur Chowodury)
- Al Vicente (Docteur Eli Troost)
- Al Mitchell (Delroy)
- Dorothy Recasner Brown (Nadine)
- Kelly Walker (Margaux)
- Fran Tabor (Infirmière Reed)
- Matt Burke (Gordon Haas)
- Estes Tarver (Zane)

### Épisode 4: Les ténèbres rôdent (Darkness on the Edge of Town)
- États-Unis : 21 juin 2019 sur DC Universe
- France : 1er juillet 2020 sur Prime Video

- Given Sharp (Shawna Sunderland)
- Kevin Durand (Docteur Jason Woodrue)
- Ian Ziering (Daniel Cassidy / Blue Devil)
- Elle Graham (Susie Coyle)
- Al Mitchell (Delroy Tremayne)
- Selena Anduze (Docteur Caroline Woodrue)
- Steve Wilcox (Burntt Sunderland)
- Dorothy Recasner Brown (Nadine)
- Matt Burke (Gordon Haas)
- Mark Everett Nabell (Creepy Jester)
- Michael Trisler (L'homme sans visage)
- Sam Proffitt (Clown)
- Jeremy Owens (Pig Head)
- Will Swiss (Rowdy Partygoer)
- Bianca Tarantino (Abby Arcane enfant)
- Andrew Yackel (Todd)
- Eli Hannon (Avery Sunderland enfant)
- Benjamin Keepers (Lee Coyle)
- Corrina Jean Madrid (La jeune femme harcelée)
- Anderson Martin (Butler)

### Épisode 5: Conduire jusqu'au bout de la nuit (Drive All Night)
- États-Unis : 28 juin 2019 sur DC Universe
- France : 1er juillet 2020 sur Prime Video

- Kevin Durand (Docteur Jason Woodrue)
- Ian Ziering (Daniel Casidy / Blue Devil)
- Given Sharp (Shawna Sunderland)
- Elle Graham (Susie Coyle)
- Al Mitchell (Delroy Tremayne)
- Scott Deckert (Mike Landry)
- Macon Blair (Phantom Stranger)
- William Mark McCullough (Remy Dubois)
- Melissa Collazo (Abby Arcane adolescente)
- Gary Peebles (Homme de main #1)
- Marisa Blake (Infirmière)

### Épisode 6: Le prix à payer (The Price You Pay)
- États-Unis : 5 juillet 2019 sur DC Universe
- France : 1er juillet 2020 sur Prime Video

- Kevin Durand (Docteur Jason Woodrue)
- Ian Ziering (Daniel Cassidy / Blue Devil)
- Selena Anduze (Docteur Caroline Woodrue)
- Scott Deckert (Mike Landry)
- Macon Blair (Phantom Stranger)
- Laurie Fortier (Chasseuse du bayou)
- Nicole Sellars (réalisatrice de Blue Devil)
- Justice Leak (Adjoint Tyler)
- Timeca Seretti (Doctoresse)
- Michael Trisler (La vedette)

### Épisode 7: Illusion parfaite (Brilliant Disguise)
- États-Unis : 12 juillet 2019 sur DC Universe
- France : 1er juillet 2020 sur Prime Video

- Kevin Durand (Docteur Jason Woodrue)
- Selena Anduze (Docteur Caroline Woodrue)
- Michael Beach (Nathan Ellery)
- Dorothy Recasner Brown (Nadine)
- Hilton Leroy Roberts III (Docteur Rubenstone)

### Épisode 8: La longue route de retour (Long Walk Home)
- États-Unis : 19 juillet 2019 sur DC Universe
- France : 1er juillet 2020 sur Prime Video

- Kevin Durand (Docteur Jason Woodrue)
- Leonardo Nam (Harlan Edwards)
- Michael Beach (Nathan Ellery)
- Steve Wilcox (Burritt Sunderland)
- Adrienne Barbeau (Docteur Palomar)
- Justice Leak (Adjoint Tyler)
- Bianca Tarantino (Abby enfant)
- Eli Hannon (Avery Sunderland enfant)
- Michael Tourek (Flores)
- Lydia Chandler (infirmière Caitlin)
- Selena Anduze (Docteur Caroline Woodrue)

### Épisode 9: Leçon d'anatomie (The Anatomy Lesson)
- États-Unis : 26 juillet 2019 sur DC Universe
- France : 1er juillet 2020 sur Prime Video

- Kevin Durand (Docteur Jason Woodrue)
- Selena Anduze (Docteur Caroline Woodrue)
- Ian Ziering (Daniel Cassidy / Blue Devil)
- Al Mitchell (Delroy Tremayne)
- Macon Blair (Phantom Stranger)
- Bryan Brendle (Vendetti)
- Jason Davis (Docteur Barclay)
- Trenton Rostedt (Hooper)
- Chris Gann (Wyler)
- Philip Fornah (Crane)

### Épisode 10: Sans issue (Loose Ends)
- États-Unis : 2 août 2019 sur DC Universe
- France : 1er juillet 2020 sur Prime Video

- Selena Sanduze (Docteur Caroline Woodrue)
- Ian Ziering (Jason Cassidy / Blue Devil)
- Cuyle Carvin (Hamel)
- Kevin Durand (Docteur Jason Woodrue)
- Jennifer Gatti (Docteur Janice Fortier)
- David Kallaway (Romero)
- Justice Leak (Adjoint Tyler)
- Leonardo Nam (Harlan Edwards)
- Tamika Shannon (Officier Jansen)
- Given Sharp (Shawna Sunderland)